# 光陽サッカー専用球場
光陽サッカー専用球場（クァンヤンサッカー専用球場、光陽蹴球專用球場、광양축구전용구장）は、大韓民国の全羅南道光陽市にあるサッカー専用スタジアムである。

## 概要
1992年に完成。元々は製鉄所の職員たちのために建造されたが、1995年からKリーグの全南ドラゴンズがホームスタジアムとして使用している。
2007 FIFA U-17ワールドカップの会場のひとつとなった。

## 施設画像

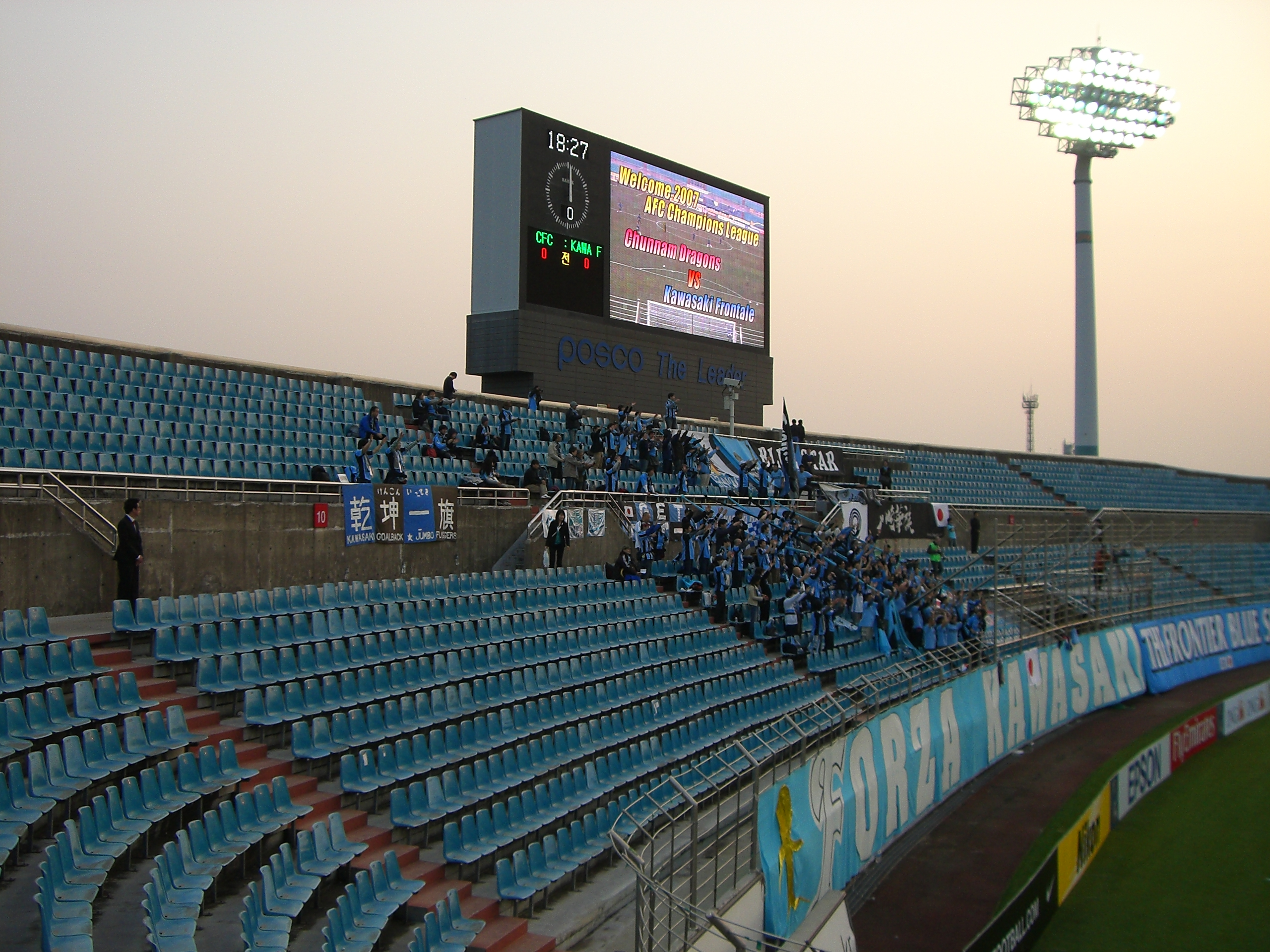
2007年ACL 全南－川崎戦の川崎サポーター
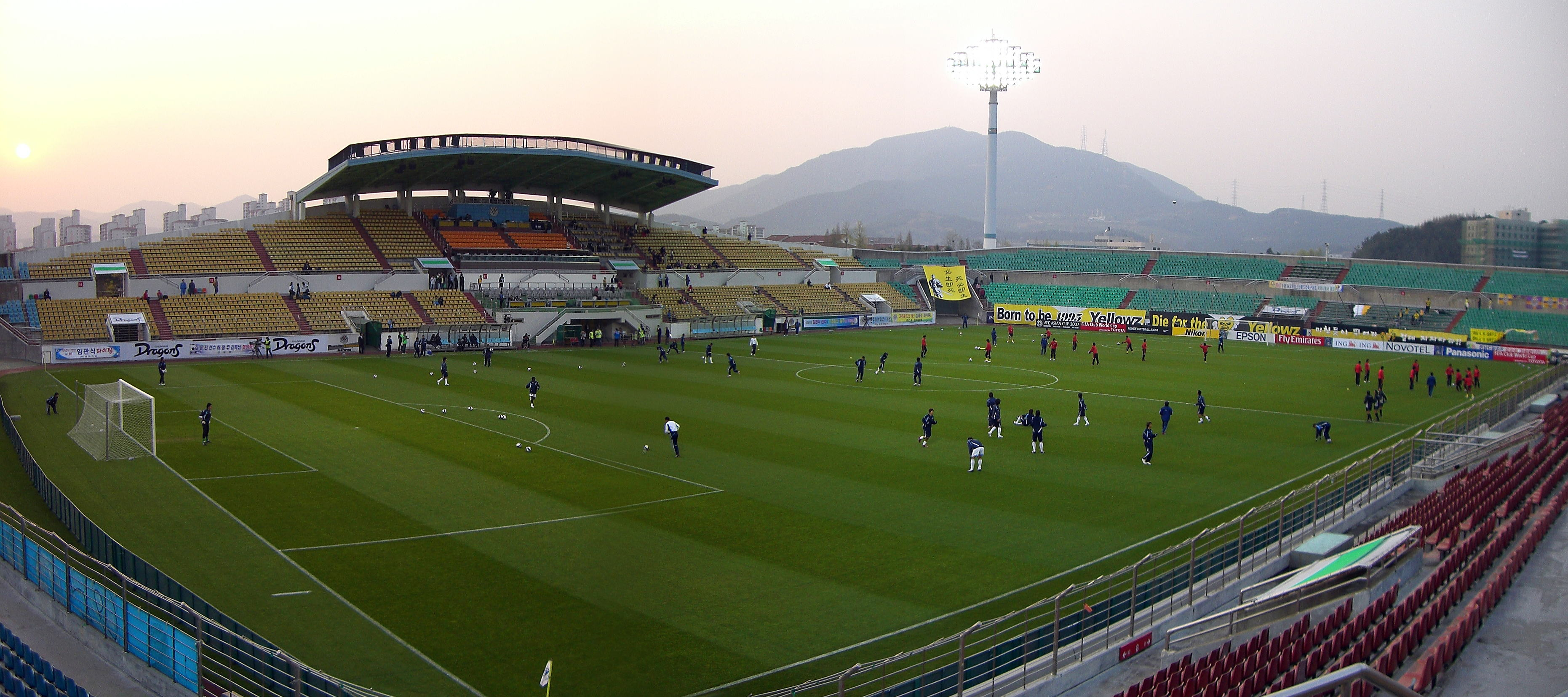
アウェイゴール裏からホームゴール裏を望む